# Miguel Ángel Déniz
Miguel Ángel Déniz Méndez (Las Palmas de Gran Canaria, 17 de noviembre de 1982) es un deportista español que compitió en natación adaptada. Ganó dos medallas de bronce en los Juegos Paralímpicos de Sídney 2000.

## Palmarés internacional
| Juegos Paralímpicos | Juegos Paralímpicos | Juegos Paralímpicos | Juegos Paralímpicos      |
| Año                 | Lugar               | Medalla             | Prueba                   |
| ------------------- | ------------------- | ------------------- | ------------------------ |
| 2000                | Sídney (Australia)  | Medalla de bronce   | 100 m espalda S11        |
| 2000                | Sídney (Australia)  | Medalla de bronce   | 4 × 100 m estilos S11-13 |